# Lali (Iran)
Lali (persisch لالی) ist eine Stadt in der iranischen Provinz Chuzestan im Südwesten des Landes Iran. Im Jahr 2006 hatte Lali hochgerechnet 16.213 Einwohner.